# おぢさんツインカム
おぢさんツインカム（おぢさんツインカム）は、HBCラジオが2007年4月7日から2013年3月30日まで放送していた土曜日のワイド番組。

## 概要
『松永俊之の土曜花盛り』の後番組としてスタート。
番組開始から2012年6月までは『DONと赤城のおぢさんツインカム!』（ドンとあかぎのおぢさんツインカム!）だったが、メインパーソナリティの一人だった赤城敏正が異動でアナウンサーの現場を離れたため、2012年7月以降『DONと強のおぢさんツインカム!』（ドンとつよしのおぢさんツインカム!）に変更された。
2013年3月30日で終了し、同年4月より佐藤のりゆき（元HBCアナウンサー）を起用した長時間ワイド番組『大人のラジオ 土曜は朝からのりゆきです!』に移行した。

## 放送時間
- 土曜 8:30 - 13:00

## 出演者

### メインパーソナリティ
- DON
- 赤城敏正（当時HBCアナウンサー、2012年6月30日まで）
- 鎌田強（HBCエグゼクティブアナウンサー、2012年7月7日 - 2013年3月30日）

### アシスタント
- 佐々木佑花（HBCアナウンサー、2009年3月28日まで）
- 松坂有希子（当時HBCアナウンサー、2009年4月4日～2009年9月は毎週、2009年10月～2011年10月1日までは隔週）
- 佐藤彩（HBCアナウンサー、2009年10月10日から隔週、2011年10月8日から毎週）

### 中継レポーター
- ジャンボ秀克

## タイムテーブル
- 8:30 オープニング
- 8:38 今週の気になるニュース
- 8:47 1週間の運勢（占い監修：斉藤麗峰）
- 9:00 HBCニュース・道路情報・天気予報
- 9:05 佐藤彩のシネマ倶楽部
- 9:15
  - おぢさんバトル あなたのハンケツ（第1・第3・第5週）
  - 鎌田強のスマイルさっぽろ（第2・第4週、企画：札幌市）
- 9:30 HBCニュース・道路情報・天気予報
- 9:35 おぢさん★HOT LINE
- 9:48 ジャンボ中継1
- 10:00 道新ニュース・道路情報・天気予報
- 10:05 小樽からこんにちは
- 10:18 DONとつよしの青春POPSバトル
- 10:30 HBCニュース・道路情報・天気予報
- 10:36 DONの健康研究所
- 10:45 おぢさんトーク
- 11:00 道新ニュース・道路情報・天気予報・おぢQ
- 11:05ごろ テレフォン人生相談（ニッポン放送制作）※この間に「おぢQ」の解答を受付
- 11:40ごろ 辻よしなりの「週末アソビナビ」（TBSラジオ制作）
- 11:55 道新ニュース・道路情報・天気予報
- 12:10 ジャンボ中継2
- 12:20 注目! 今日のコンサドーレ
- 12:25 今週の注目レース
- 12:35 ファイターズ鎌ヶ谷通信
- 12:57 エンディング